# Meritan Shabani
Meritan Shabani (Múnich, 15 de marzo de 1999) es un futbolista alemán de ascendencia kosovar. Juega como centrocampista en la A. C. Bellinzona de la Challenge League.

## Carrera

### Bayern Múnich
En la temporada 2017-18, Shabani se unió a la plantilla del Bayern Múnich II. El 27 de octubre de 2017, realizó su debut en la Regionalliga Bayern en el empate 1:1 ante el FV Illertissen tras sustituir en el minuto 82 a Fabian Benko.
El 28 de abril de 2018, Shabani realizó su debut en 1. Bundesliga con el primer equipo del Bayern Múnich en la victoria 4:1 sobre el Eintracht Fráncfort, empezando como titular y siendo sustituido en el minuto 56 por Thiago.

### Wolverhampton Wanderers
El 8 de agosto de 2019 se anunció que había dejado el Bayern para firmar un contrato de tres años con el Wolverhampton Wanderers de Inglaterra y unirse a los sub-23. El 25 de septiembre hizo su debut con el primer equipo en la Copa de la Liga frente al Reading FC, ingresando por Morgan Gibbs-White en el minuto 74. El partido acabó con un empate 1-1 y en los penales, los Wolves avanzaron a la cuarta ronda tras vencer al Reading por 4-2.
Puso fin a su etapa en el club en julio de 2022 para irse al Grasshoppers, habiendo sufrido en este periodo de tiempo dos lesiones de ligamentos, así como una cesión en el VVV-Venlo en el tramo final de la temporada 2020-21.
En su segundo año en Suiza volvió a sufrir otra lesión de gravedad. Al final de la campaña quedó libre y en septiembre de 2024 fichó por el H. N. K. Gorica, donde estuvo hasta febrero del año siguiente. Entonces permaneció sin equipo varios meses, hasta que en julio se unió a la A. C. Bellinzona.

## Selección nacional
Shabani ha sido convocado en dos partidos por la selección sub-18 de Alemania, sin embargo en dichos partidos no pudo debutar.

## Palmarés

### Campeonatos nacionales
| Título                | Club          | País     | Año  |
| --------------------- | ------------- | -------- | ---- |
| Bundesliga            | Bayern Múnich | Alemania | 2018 |
| Supercopa de Alemania | Bayern Múnich | Alemania | 2018 |